# 丁声樹
丁声樹（てい せいじゅ、1909年3月9日 – 1989年3月1日）は、中国の言語学者。現在では『現代漢語詞典』初版の編集長として知られる。

## 生涯
丁声樹は河南省鄧州（今の南陽市の一部）で生まれた。名前の「樹」は元は「澍」と書いた。1932年に北京大学中文系を卒業した後、中央研究院歴史語言研究所に入り、古代中国語や方言を研究した。
1944年から1948年までアメリカ合衆国に滞在。このときハーバード大学の留学生であった関淑荘と結婚した。関淑荘は丁声樹の帰国後もニューヨークの国際連合事務局に就職していたが、1957年に娘とともに中国に帰国した。
中華人民共和国成立後の1950年以来中国科学院語言研究所に所属し、普通話の普及や方言研究にたずさわった。
1961年から、呂叔湘の後をついで『現代漢語詞典』の編集長となり、1965年には内部向けの試用本の作成にこぎつけたが、文化大革命が開始すると『現代漢語詞典』は批判され、丁声樹自身も批判されて五七幹部学校へ送られた。1972年に釈放されたが、翌年に出した『現代漢語詞典』試用本は1974年に姚文元によって大きく批判され、出版の見込みはなくなった。
文革後の1978年12月になってようやく『現代漢語詞典』を出版することができた。翌年10月に丁声樹は脳溢血で倒れ、その後は1989年に没するまで研究を行うことはできなかった。

## 研究内容・業績
- 丁声樹は1930年代に古代中国語の研究で有名になった。とくに高く評価された論文は「釈否定詞‘弗’ ‘不’」(1935)で、歴史語言研究所所長の傅斯年はこの論文に原稿料として異例の銀円200元を支払った[1]。王力は『中国文法学初探』(1940)でベルンハルド・カールグレンが「我・吾」の区別を格変化とした説を批判し、それとくらべて丁声樹のこの論文を持ち上げている。また呂叔湘はこの論文に啓発されて「論毋与勿」(1941)を書いた[3]。
- 丁声樹は趙元任の主導する湖北方言調査に参加した経験があり、中華人民共和国成立後の方言調査を指導した。中華人民共和国時代の著作の多くは共著か委員会名義になっており、どこまでが丁声樹本人の考えであるのわかりづらい。共著の主な作品に『漢語音韻講義』(1957年油印、のち1984年に上海教育出版社から出版。本文は丁声樹・表は李栄による)、『古今字音対照手冊』(科学出版社1958、李栄と共著)、『昌黎方言志』(北京科学出版社1960)、『現代漢語語法講話』(商務印書館1961、8人の共著)などがある。1960年代以降は『現代漢語詞典』に専心した。
- 1986年の李方桂のインタビューによると、丁声樹は西洋の言語学と中国の文献学の両方にもっともよく通じていたし、おそらく現在でもそうだろうが、しかし彼は病床にあり、また自分では論文を書かず、そのかわりに他人が書くのを手伝っていたという[4]。